# Судан (Міннесота)
Судан (англ. Soudan) — переписна місцевість (CDP) в США, в окрузі Сент-Луїс штату Міннесота. Населення — 385 осіб (2020).

## Географія
Судан розташований за координатами 47°48′47″ пн. ш. 92°14′8″ зх. д. / 47.81306° пн. ш. 92.23556° зх. д. (47.813010, -92.235608).  За даними Бюро перепису населення США в 2010 році переписна місцевість мала площу 1,76 км², уся площа — суходіл.

## Демографія
Згідно з переписом 2010 року, у переписній місцевості мешкало 446 осіб у 205 домогосподарствах у складі 132 родин. Густота населення становила 253 особи/км².  Було 244 помешкання (139/км²).
Расовий склад населення:
| - 96,2 % — білих - 1,6 % — чорних або афроамериканців - 0,9 % — корінних американців - 0,9 % — азіатів |

До двох чи більше рас належало 0,4 %. Частка іспаномовних становила 0,4 % від усіх жителів.
За віковим діапазоном населення розподілялося таким чином: 17,9 % — особи молодші 18 років, 62,4 % — особи у віці 18—64 років, 19,7 % — особи у віці 65 років та старші. Медіана віку мешканця становила 46,7 року. На 100 осіб жіночої статі у переписній місцевості припадало 123,0 чоловіків;  на 100 жінок у віці від 18 років та старших — 117,9 чоловіків також старших 18 років.
Середній дохід на одне домашнє господарство  становив 61 457 доларів США (медіана — 51 071), а середній дохід на одну сім'ю — 76 200 доларів (медіана — 68 542). Медіана доходів становила 48 542 долари для чоловіків та 36 250 доларів для жінок. За межею бідності перебувало 13,6 % осіб, у тому числі 23,0 % дітей у віці до 18 років та 0,0 % осіб у віці 65 років та старших.
Цивільне працевлаштоване населення становило 235 осіб. Основні галузі зайнятості: освіта, охорона здоров'я та соціальна допомога — 19,6 %, мистецтво, розваги та відпочинок — 18,7 %, публічна адміністрація — 11,5 %, сільське господарство, лісництво, риболовля — 11,1 %.